# Compañía de Carabineros del Príncipe

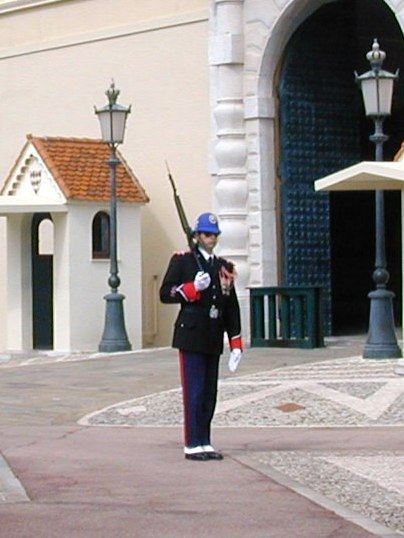
Un Carabinero del Príncipe en Guardia en el Palacio.

La Compañía de Carabineros del Príncipe, en francés (Compagnie des Carabiniers du Prince) es la principal unidad de la ceremonia de la fuerza militar de Mónaco. Aunque la defensa de Mónaco es responsabilidad de Francia, mantiene una pequeña fuerza para la protección del Príncipe Soberano de Mónaco. Se formó por el Príncipe Honorato IV en 1817 para la protección del Principado. La Compañía es de aproximadamente 100 oficiales y hombres, mientras que los suboficiales y soldados son locales, los miembros de la Mesa por lo general, han servido en el ejército francés. Junto con el servicio local de bomberos, los Caribineros forman el total de la fuerza pública de Mónaco. Además de sus tareas de guardia, las patrullas vigilan las playas y las aguas costeras del Principado, así como otras funciones en todo el palacio en Monaco-Ville. 
El Palacio es custodiado por dos oficiales y ocho carabineros. La guardia se cambia todos los días a las 12 horas, anunciado por la sección de compañía de ocho trompetistas. 
El militar tiene una banda (Fanfare), que consta de 27 músicos; dentro de la banda principal de una pequeña orquesta y una variedad de latón conjunto (para la música religiosa) se han formado. La banda militar realiza conciertos públicos y también actúa en ocasiones oficiales, acontecimientos deportivos y festivales de música militar internacional. He aquí algunos de los toques reglamentarios monegascos.
- Garde à Vous
- Aux Honneurs: para rendir honores al Príncipe Soberano.
- A l'étendard
- Ouvrez/Fermez le Ban

Un antecedente de los guardias de Palacio fue conocida en el siglo XIX como los "Papalins", exsoldados de los Estados Papales que, al finalizar la autoridad temporal del Papado en el momento de la unificación italiana, se les dio un papel en la protección del Príncipe de Mónaco. Una calle en el distrito monegasco de Fontvieille lleva el nombre de "Papalins". 